# Resen Sogn (Skive Kommune)
 For alternative betydninger, se Resen Sogn. (Se også artikler, som begynder med Resen Sogn)
Resen Sogn er et sogn i Skive Provsti (Viborg Stift).
I 1800-tallet var Resen Sogn anneks til Skive Landsogn. De blev en sognekommune, der hørte til Hindborg Herred i Viborg Amt. Men begge sogne måtte i flere omgange afgive områder til Skive Købstad. I 1965 blev resten af Skive Landsogn-Resen Kommune indlemmet i købstaden, som ved kommunalreformen i 1970 blev kernen i Skive Kommune.
I Resen Sogn ligger Resen Kirke.
I sognet findes følgende autoriserede stednavne:
- Dølbyvad (bebyggelse)
- Resen (bebyggelse, ejerlav)